# كتكتة
الكتكتة ظاهرة صوتية قديمة وهي إبدال تاء المتكلم أو المخاطب كافًا، كأن يقال: ذهبكُ (أي ذهبتُ)، فزكَ (أي فزتَ). وهذا الإبدال لهجة يمنية كما ذكر علماء اللغة، وجاء هذا الإبدال في بعض النصوص اليمنية التي نقلها الهمداني، ولازالت حية في بعض اللهجات اليمنية.[بحاجة لمصدر]